# Metropolia Trichur
Metropolia Trichur – metropolia Syromalabarskiego Kościoła katolickiego w Indiach. Erygowana w dniu 18 maja 1995 roku. W skład metropolii wchodzi 1 archieparchia i 3 eparchie.
W skład metropolii wchodzą:
- Archieparchia Trichur
  - Eparchia Irinjalakuda
  - Eparchia Palghat
  - Eparchia Ramanathapuram